# Louisenstraße 7a (Neustrelitz)

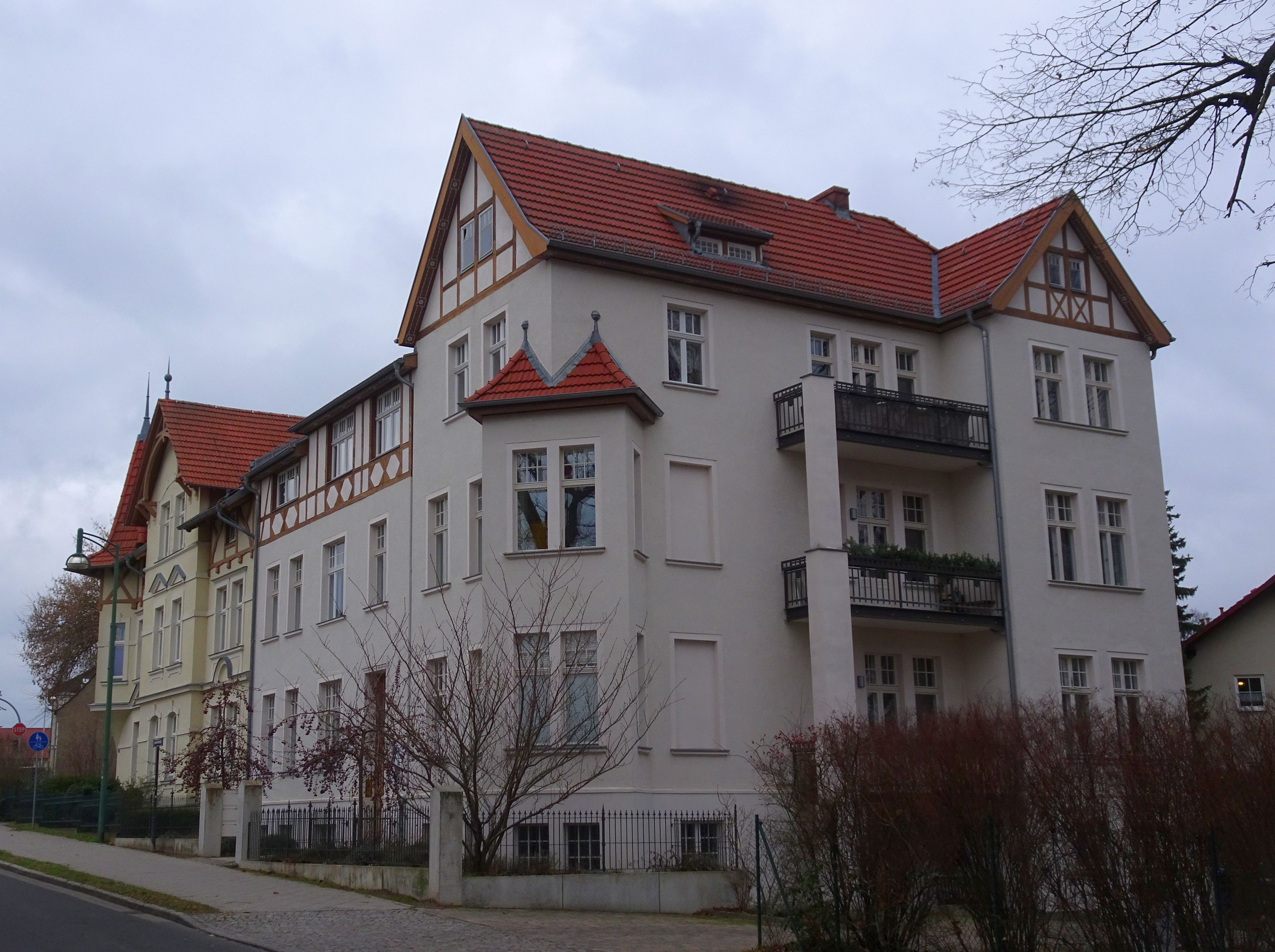
Louisenstraße 7 und 7a in Neustrelitz

Das Wohnhaus Louisenstraße 7a in Neustrelitz (Mecklenburg-Vorpommern) am Glambecker See wurde um 1900 gebaut.
Das Gebäude steht unter Denkmalschutz.

## Geschichte
Die Residenzstadt Neustrelitz mit 20.151 Einwohnern (2020) wurde erstmals 1732 erwähnt.
Das dreigeschossige verputzte Gebäude etwas im Schweizerstil mit dem dominanten Ecktürmchen mit der hohen spitzen Haube und einem Giebelrisalit entstand als Doppelhaushälfte zur Jahrhundertwende um 1900. Der beeindruckende Villenbau steht am Übergang von der barocken Innenstadt und dem Glambecker Seeufer. Das Haus wurde nach 1996 im Rahmen der Städtebauförderung zusammen mit der Nr. 7 saniert. Neben Wohnungen sind auch Praxen im Haus untergebracht.